# 3. ŽNL Sisačko-moslavačka NS Kutina 2015./16.
Prvenstvo se igralo dvokružno. Prvenstvo je osvojio NK Vatrogasac Husain, te se plasirao u viši rang (2. ŽNL Sisačko-moslavačku).

## Tablica
| Mj. | Klub                         | Sus. | Pobj. | Ner. | Por. | GR.    | Bod.       |
| --- | ---------------------------- | ---- | ----- | ---- | ---- | ------ | ---------- |
| 1.  | NK Vatrogasac Husain         | 24   | 24    | 0    | 0    | 159:18 | 72         |
| 2.  | NK Jelengrad Gornja Jelenska | 24   | 18    | 3    | 3    | 127:38 | 57         |
| 3.  | NK Dinamo Kutina             | 24   | 17    | 1    | 6    | 84:57  | 52         |
| 4.  | NK Moslavina Donja Gračenica | 24   | 14    | 1    | 9    | 82:57  | 43         |
| 5.  | NK Matija Gubec Kutina       | 24   | 12    | 5    | 7    | 93:62  | 41         |
| 6.  | ŠNK Dinamo Jamarice          | 24   | 10    | 1    | 13   | 44:61  | 31         |
| 7.  | NK Strijelac Banova Jaruga   | 24   | 10    | 0    | 14   | 69:74  | 30         |
| 8.  | NK Selište                   | 24   | 9     | 1    | 14   | 50:86  | 27 (-1) ↓1 |
| 9.  | ŠNK Sloga Potok              | 24   | 7     | 4    | 13   | 51:68  | 25         |
| 10. | NK Naftaplin Stružec         | 24   | 7     | 2    | 15   | 43:52  | 23         |
| 11. | NK Ekonomik Donja Vlahinička | 24   | 6     | 4    | 14   | 70:111 | 22         |
| 12. | NK Garić Ilova               | 24   | 5     | 3    | 16   | 35:108 | 17 (-1) ↓2 |
| 13. | NK Brinjani                  | 24   | 3     | 3    | 18   | 31:146 | 11 (-1) ↓3 |

## Rezultati
| NK Strijelac Banova Jaruga - NK Brinjani 5:0 NK Naftaplin Stružec - NK Garić Ilova 8:0 NK Dinamo Kutina - ŠNK Sloga Potok 3:1 NK Moslavina Donja Gračenica - NK Matija Gubec Kutina 9:4 ↓4 NK Ekonomik Donja Vlahinička - NK Selište 7:3 ŠNK Dinamo Jamarice - NK Jelengrad Gornja Jelenska 0:4           | NK Selište - ŠNK Dinamo Jamarice 0:3 NK Matija Gubec Kutina - NK Ekonomik Donja Vlahinička 3:3 ↓5 ŠNK Sloga Potok - NK Moslavina Donja Gračenica 2:1 NK Garić Ilova - NK Dinamo Kutina 0:4 NK Brinjani - NK Naftaplin Stružec 1:0 NK Vatrogasac Husain - NK Strijelac Banova Jaruga 5:1                     | NK Naftaplin Stružec - NK Vatrogasac Husain 2:6 NK Dinamo Kutina - NK Brinjani 2:0 NK Moslavina Donja Gračenica - NK Garić Ilova 6:1 ↓6 NK Ekonomik Donja Vlahinička - ŠNK Sloga Potok 2:2 ŠNK Dinamo Jamarice - NK Matija Gubec Kutina 1:3 NK Jelengrad Gornja Jelenska - NK Selište 5:0                         |
| NK Matija Gubec Kutina - NK Jelengrad Gornja Jelenska 2:2 ↓7 ŠNK Sloga Potok - ŠNK Dinamo Jamarice 0:1 NK Garić Ilova - NK Ekonomik Donja Vlahinička 1:1 NK Brinjani - NK Moslavina Donja Gračenica 1:5 NK Vatrogasac Husain - NK Dinamo Kutina 6:2 NK Strijelac Banova Jaruga - NK Naftaplin Stružec 1:0 | NK Dinamo Kutina - NK Strijelac Banova Jaruga 2:4 NK Moslavina Donja Gračenica - NK Vatrogasac Husain 0:5 ↓8 NK Ekonomik Donja Vlahinička - NK Brinjani 4:1 NK Jelengrad Gornja Jelenska - ŠNK Sloga Potok 6:1 NK Selište - NK Matija Gubec Kutina 1:1 ŠNK Dinamo Jamarice - NK Garić Ilova 4:0 ↓9          | ŠNK Sloga Potok - NK Selište 7:0 NK Garić Ilova - NK Jelengrad Gornja Jelenska 0:2 NK Brinjani - ŠNK Dinamo Jamarice 1:1 NK Vatrogasac Husain - NK Ekonomik Donja Vlahinička 11:1 NK Strijelac Banova Jaruga - NK Moslavina Donja Gračenica 1:2 NK Naftaplin Stružec - NK Dinamo Kutina 2:3                       |
| NK Moslavina Donja Gračenica - NK Naftaplin Stružec 7:1 ↓10 NK Ekonomik Donja Vlahinička - NK Strijelac Banova Jaruga 2:4 ŠNK Dinamo Jamarice - NK Vatrogasac Husain 2:5 NK Jelengrad Gornja Jelenska - NK Brinjani 15:0 NK Selište - NK Garić Ilova 2:1 NK Matija Gubec Kutina - ŠNK Sloga Potok 6:3 ↓10 | NK Garić Ilova - NK Matija Gubec Kutina 0:13 NK Brinjani - NK Selište 1:4 NK Vatrogasac Husain - NK Jelengrad Gornja Jelenska 5:1 NK Strijelac Banova Jaruga - ŠNK Dinamo Jamarice 2:1 NK Naftaplin Stružec - NK Ekonomik Donja Vlahinička 3:4 NK Dinamo Kutina - NK Moslavina Donja Gračenica 3:1          | NK Ekonomik Donja Vlahinička - NK Dinamo Kutina 2:4 ŠNK Dinamo Jamarice - NK Naftaplin Stružec 1:0 NK Jelengrad Gornja Jelenska - NK Strijelac Banova Jaruga 4:1 NK Selište - NK Vatrogasac Husain 0:10 NK Matija Gubec Kutina - NK Brinjani 10:0 ↓11 ŠNK Sloga Potok - NK Garić Ilova 10:1                       |
| NK Brinjani - ŠNK Sloga Potok 3:6 NK Vatrogasac Husain - NK Matija Gubec Kutina 12:0 NK Strijelac Banova Jaruga - NK Selište 13:1 NK Naftaplin Stružec - NK Jelengrad Gornja Jelenska 0:2 NK Dinamo Kutina - ŠNK Dinamo Jamarice 6:2 NK Moslavina Donja Gračenica - NK Ekonomik Donja Vlahinička 2:2      | ŠNK Dinamo Jamarice - NK Moslavina Donja Gračenica 0:3 NK Jelengrad Gornja Jelenska - NK Dinamo Kutina 2:3 NK Selište - NK Naftaplin Stružec 0:7 NK Matija Gubec Kutina - NK Strijelac Banova Jaruga 2:4 ↓12 ŠNK Sloga Potok - NK Vatrogasac Husain 0:3 NK Garić Ilova - NK Brinjani 4:2                    | NK Vatrogasac Husain - NK Garić Ilova 3:0 ↓13 NK Strijelac Banova Jaruga - ŠNK Sloga Potok 1:2 NK Naftaplin Stružec - NK Matija Gubec Kutina 4:1 NK Dinamo Kutina - NK Selište 3:0 ↓14 NK Moslavina Donja Gračenica - NK Jelengrad Gornja Jelenska 2:3 ↓15 NK Ekonomik Donja Vlahinička - ŠNK Dinamo Jamarice 4:1 |
| NK Jelengrad Gornja Jelenska - NK Ekonomik Donja Vlahinička 10:4 NK Selište - NK Moslavina Donja Gračenica 2:4 NK Matija Gubec Kutina - NK Dinamo Kutina 4:6 ↓16 ŠNK Sloga Potok - NK Naftaplin Stružec 5:2 NK Garić Ilova - NK Strijelac Banova Jaruga 0:9 NK Brinjani - NK Vatrogasac Husain 0:3 ↓17    | NK Brinjani - NK Strijelac Banova Jaruga 3:1 NK Garić Ilova - NK Naftaplin Stružec 0:0 ŠNK Sloga Potok - NK Dinamo Kutina 0:3 NK Matija Gubec Kutina - NK Moslavina Donja Gračenica 4:0 ↓18 NK Selište - NK Ekonomik Donja Vlahinička 5:2 NK Jelengrad Gornja Jelenska - ŠNK Dinamo Jamarice 3:0            | ŠNK Dinamo Jamarice - NK Selište 1:4 NK Ekonomik Donja Vlahinička - NK Matija Gubec Kutina 2:4 NK Moslavina Donja Gračenica - ŠNK Sloga Potok 3:2 NK Dinamo Kutina - NK Garić Ilova 2:2 NK Naftaplin Stružec - NK Brinjani 3:0 NK Strijelac Banova Jaruga - NK Vatrogasac Husain 0:8                              |
| NK Vatrogasac Husain - NK Naftaplin Stružec 3:0 NK Brinjani - NK Dinamo Kutina 0:5 NK Garić Ilova - NK Moslavina Donja Gračenica 3:2 ŠNK Sloga Potok - NK Ekonomik Donja Vlahinička 1:6 NK Matija Gubec Kutina - ŠNK Dinamo Jamarice 5:2 ↓19 NK Selište - NK Jelengrad Gornja Jelenska 2:5                | NK Jelengrad Gornja Jelenska - NK Matija Gubec Kutina 1:1 ŠNK Dinamo Jamarice - ŠNK Sloga Potok 5:1 NK Ekonomik Donja Vlahinička - NK Garić Ilova 2:9 NK Moslavina Donja Gračenica - NK Brinjani 7:1 ↓20 NK Dinamo Kutina - NK Vatrogasac Husain 2:13 NK Naftaplin Stružec - NK Strijelac Banova Jaruga 4:1 | NK Strijelac Banova Jaruga - NK Dinamo Kutina 4:2 NK Vatrogasac Husain - NK Moslavina Donja Gračenica 9:1 NK Brinjani - NK Ekonomik Donja Vlahinička 3:10 NK Garić Ilova - ŠNK Dinamo Jamarice 0:3 ŠNK Sloga Potok - NK Jelengrad Gornja Jelenska 2:2 NK Matija Gubec Kutina - NK Selište 3:1                     |
| NK Selište - ŠNK Sloga Potok 5:0 NK Jelengrad Gornja Jelenska - NK Garić Ilova 9:3 ŠNK Dinamo Jamarice - NK Brinjani 6:0 NK Ekonomik Donja Vlahinička - NK Vatrogasac Husain 1:6 NK Moslavina Donja Gračenica - NK Strijelac Banova Jaruga 7:2 ↓21 NK Dinamo Kutina - NK Naftaplin Stružec 2:1 ↓21        | NK Naftaplin Stružec - NK Moslavina Donja Gračenica 2:1 NK Strijelac Banova Jaruga - NK Ekonomik Donja Vlahinička 10:2 NK Vatrogasac Husain - ŠNK Dinamo Jamarice 4:1 NK Brinjani - NK Jelengrad Gornja Jelenska 1:24 NK Garić Ilova - NK Selište 2:3 ŠNK Sloga Potok - NK Matija Gubec Kutina 0:1          | NK Matija Gubec Kutina - NK Garić Ilova 8:0 ↓22 NK Selište - NK Brinjani 7:0 NK Jelengrad Gornja Jelenska - NK Vatrogasac Husain 3:4 ŠNK Dinamo Jamarice - NK Strijelac Banova Jaruga 2:1 NK Ekonomik Donja Vlahinička - NK Naftaplin Stružec 2:3 NK Moslavina Donja Gračenica - NK Dinamo Kutina 3:1 ↓22         |
| NK Dinamo Kutina - NK Ekonomik Donja Vlahinička 7:1 NK Naftaplin Stružec - ŠNK Dinamo Jamarice 0:2 NK Vatrogasac Husain - NK Selište 5:1 NK Brinjani - NK Matija Gubec Kutina 2:2 NK Garić Ilova - ŠNK Sloga Potok 2:0 NK Strijelac Banova Jaruga - NK Jelengrad Gornja Jelenska 0:4 ↓23                  | ŠNK Sloga Potok - NK Brinjani 3:3 NK Matija Gubec Kutina - NK Vatrogasac Husain 0:5 ↓24 NK Selište - NK Strijelac Banova Jaruga 4:0 NK Jelengrad Gornja Jelenska - NK Naftaplin Stružec 5:0 ŠNK Dinamo Jamarice - NK Dinamo Kutina 1:9 NK Ekonomik Donja Vlahinička - NK Moslavina Donja Gračenica 2:8      | NK Moslavina Donja Gračenica - ŠNK Dinamo Jamarice 3:0 ↓25 NK Dinamo Kutina - NK Jelengrad Gornja Jelenska 2:3 NK Naftaplin Stružec - NK Selište 0:2 NK Strijelac Banova Jaruga - NK Matija Gubec Kutina 0:11 ↓26 NK Vatrogasac Husain - ŠNK Sloga Potok 7:0 NK Brinjani - NK Garić Ilova 8:3                     |
| NK Garić Ilova - NK Vatrogasac Husain 0:5 ŠNK Sloga Potok - NK Strijelac Banova Jaruga 3:2 NK Matija Gubec Kutina - NK Naftaplin Stružec 3:1 ↓27 NK Selište - NK Dinamo Kutina 3:5 NK Jelengrad Gornja Jelenska - NK Moslavina Donja Gračenica 6:4 ŠNK Dinamo Jamarice - NK Ekonomik Donja Vlahinička 4:3 | NK Ekonomik Donja Vlahinička - NK Jelengrad Gornja Jelenska 1:6 NK Moslavina Donja Gračenica - NK Selište 1:0 NK Dinamo Kutina - NK Matija Gubec Kutina 3:2 NK Naftaplin Stružec - ŠNK Sloga Potok 0:0 NK Strijelac Banova Jaruga - NK Garić Ilova 2:3 NK Vatrogasac Husain – NK Brinjani 16:0              | |

## Lista Strijelaca
- 60 - Krupljan Zoran (NK Vatrogasac Husain)
- 30 - Kamenščak Sebastijan (NK Ekonomik Donja Vlahinička)
- 28 - Marinić Aleksandar (NK Jelengrad Gornja Jelenska)
- 23 - Zlatić Zvonimir (NK Vatrogasac Husain)
- 21 - Jurišić Dario (NK Ekonomik Donja Vlahinička), Šepek Antonio (NK Matija Gubec Kutina)
- 20 - Erdelj Josip (NK Jelengrad Gornja Jelenska), Grgić Matej (NK Dinamo Kutina), Gubić Igor (NK Matija Gubec Kutina), Lukas Marko (NK Strijelac Banova Jaruga)
- 19 - Culjaga Igor (NK Moslavina Donja Gračenica), Knežević Alen (NK Brinjani)
- 16 - Fuček Matija (NK Vatrogasac Husain), Lampert Matija (NK Moslavina Donja Gračenica)
- 15 - Medaković Goran (NK Jelengrad Gornja Jelenska), Vučković Marijan (ŠNK Dinamo Jamarice)
- 14 - Borošak Tomislav (NK Jelengrad Gornja Jelenska)
- 11 - Jurčec Dino (NK Dinamo Kutina)
- 10 - Crnojević Lovro (NK Selište), Dorić Alen (NK Strijelac Banova Jaruga), Grbić Dinko (NK Jelengrad Gornja Jelenska), Marinić Tomislav (NK Matija Gubec Kutina), Starčević Ante (NK Jelengrad Gornja Jelenska), Šamec Tomislav (ŠNK Dinamo Jamarice), Šegec Hrvoje (NK Ekonomik Donja Vlahinička), Šegec Dalibor (ŠNK Sloga Potok)
- 9 - Adamović Matija (NK Moslavina Donja Gračenica), Darapi Danijel (ŠNK Sloga Potok), Mesić Milan (NK Naftaplin Stružec)
- 8 - Glavica Mislav (NK Dinamo Kutina), Ovčarić Ivica (NK Moslavina Donja Gračenica)
- 7 - Andlar Martin (NK Jelengrad Gornja Jelenska), Bolarić Jurica (NK Vatrogasac Husain), Delić Dejan (NK Selište), Gača Tomislav (NK Garić Ilova), Ožegović Tomislav (NK Naftaplin Stružec), Rupčić Marko (NK Vatrogasac Husain)
- 6 - Gregurić Nikola (NK Garić Ilova), Marčinko Ivan (NK Moslavina Donja Gračenica), Meseljević Davor (NK Dinamo Kutina), Pleše Marko (NK Jelengrad Gornja Jelenska), Rekavić Saša (NK Selište), Zelenika Ivan (NK Garić Ilova)
- 5 - Abaz Josip (NK Naftaplin Stružec), Barišić Josip (NK Dinamo Kutina), Carek Ivan (NK Naftaplin Stružec), Cerovečki Vladimir (NK Matija Gubec Kutina), Dasović Antonio (NK Dinamo Kutina), Gašparec Matija (NK Vatrogasac Husain), Kiš Marin (NK Vatrogasac Husain), Kristić Vedran (NK Vatrogasac Husain), Macan Franjo (ŠNK Sloga Potok), Majetić Matej (NK Ekonomik Donja Vlahinička), Markovac Zoran (NK Ekonomik Donja Vlahinička), Matjačić Ivan (NK Strijelac Banova Jaruga), Milinković Bojan (NK Vatrogasac Husain), Perinović Marko (NK Strijelac Banova Jaruga), Sokolović Stanislav (NK Matija Gubec Kutina), Šujster Marko (ŠNK Sloga Potok), Vlahović Vanja (NK Dinamo Kutina), Žarković Zoran (NK Brinjani)
- 4 - Curić Matija (NK Strijelac Banova Jaruga), Čejina Josip (NK Strijelac Banova Jaruga), Gazdek Ivan (NK Jelengrad Gornja Jelenska), Hanzec Dragutin (NK Moslavina Donja Gračenica), Jalžečić Tomislav (NK Moslavina Donja Gračenica), Jelačić Zoran (ŠNK Dinamo Jamarice), Kačmarčik Vanja (NK Selište), Kranjčec Marko (NK Strijelac Banova Jaruga), Marjanić Mario (NK Vatrogasac Husain), Milanković Dejan (NK Selište), Novokmet Igor (NK Matija Gubec Kutina), Randić Martin (ŠNK Sloga Potok), Sekulić Matija (NK Dinamo Kutina), Szabo Vlatko (NK Dinamo Kutina), Zorko Jasmin (NK Moslavina Donja Gračenica)
- 3 - Andriato Daniel (NK Dinamo Kutina), Benčak Dorijan (NK Brinjani), Čavlina Ivan (NK Strijelac Banova Jaruga), Čović Nebojša (NK Garić Ilova), Čurčić Ivo (NK Jelengrad Gornja Jelenska), Dragozet Ante (NK Strijelac Banova Jaruga), Dražan Vedran (ŠNK Dinamo Jamarice), Glamač Darko (NK Garić Ilova), Grahovac Filip (NK Matija Gubec Kutina), Horvat Alen (NK Selište), Jakšić Duško (NK Selište), Kuridža Stanislav (NK Vatrogasac Husain), Labaš Goran (ŠNK Dinamo Jamarice), Labik Željko (NK Vatrogasac Husain), Lež Luka (NK Vatrogasac Husain), Lukšić Luka (ŠNK Sloga Potok), Medić Vladimir (NK Vatrogasac Husain), Mihaljević Matija (ŠNK Sloga Potok), Mostarac Radislav (NK Matija Gubec Kutina), Petravić Darijo (NK Dinamo Kutina), Podhraški Milan Martin (NK Strijelac Banova Jaruga), Šošić Tomislav (NK Ekonomik Donja Vlahinička), Tomljenović Mate (NK Moslavina Donja Gračenica), Trutić Marinko (NK Garić Ilova), Velić Martin (NK Selište), Zrinušić Domagoj (NK Matija Gubec Kutina), Mišković Dragan (NK Ekonomik Donja Vlahinička)
- 2 - Abaz Ivan (NK Naftaplin Stružec), Adžaip Bojan (NK Dinamo Kutina), Bencek Marko (NK Jelengrad Gornja Jelenska), Bertina Dražen (NK Naftaplin Stružec), Domitrović Nikola (NK Brinjani), Kačmarčik Hrvoje (NK Selište), Kašner Filip (NK Moslavina Donja Gračenica), Kesak Ivan (NK Matija Gubec Kutina), Kuharić Matija (NK Jelengrad Gornja Jelenska), Malkoč Marijan (NK Naftaplin Stružec), Mrvoš Marinko (NK Selište), Palijan Milan (NK Brinjani), Plantosar Dragan (NK Matija Gubec Kutina), Posavec Ivica (ŠNK Sloga Potok), Prebeg Marko (NK Matija Gubec Kutina), Rešetar Denis (NK Jelengrad Gornja Jelenska), Smuđ Matija (NK Dinamo Kutina), Starčić Zvonimir (NK Moslavina Donja Gračenica), Šarčević Tomislav (NK Matija Gubec Kutina), Štefanac Matija (NK Selište), Šteko Miroslav (NK Naftaplin Stružec), Tutić Robert (NK Naftaplin Stružec), Vidaković Marko (NK Moslavina Donja Gračenica), Vukašinović Dario (NK Brinjani), Zlački Tomislav (NK Dinamo Kutina), Milutinović Stjepan (NK Garić Ilova), Salvador Igor (NK Matija Gubec Kutina)
- 1 - Baković Mario (NK Matija Gubec Kutina), Bedrava Mihael (NK Ekonomik Donja Vlahinička), Beuković Milanko (NK Selište), Bezjak Alen (NK Garić Ilova), Blažević Ivica (ŠNK Dinamo Jamarice), Blažun Marko (NK Vatrogasac Husain), Bulić Adrijan (NK Strijelac Banova Jaruga), Cerovečki Davor (NK Matija Gubec Kutina), Čavlina Stipo (NK Garić Ilova), Demiri Sanel (ŠNK Dinamo Jamarice), Dunković Marko (ŠNK Sloga Potok), Eisenhauer Mladen (ŠNK Dinamo Jamarice), Friš Ivan (NK Selište), Gligić Kristijan (NK Vatrogasac Husain), Golubić Goran (NK Moslavina Donja Gračenica), Herceg Ivan (NK Vatrogasac Husain), Herceg Ivica (NK Naftaplin Stružec), Hlebec Jakov (NK Strijelac Banova Jaruga), Janušić Dario (ŠNK Dinamo Jamarice), Kranjčec Tomislav (NK Strijelac Banova Jaruga), Kunić Damir (NK Naftaplin Stružec), Lom Snježan (NK Ekonomik Donja Vlahinička), Lovrić Branimir (NK Dinamo Kutina), Ljubičić Matteo (NK Strijelac Banova Jaruga), Mareković Antun (ŠNK Dinamo Jamarice), Matjačić Antonio (NK Strijelac Banova Jaruga), Orečić Oliver (ŠNK Dinamo Jamarice), Ostroški Martin (NK Brinjani), Pavličević Žarko (NK Naftaplin Stružec), Pavlović Anto (NK Moslavina Donja Gračenica), Pavrlišak Vanja (NK Matija Gubec Kutina), Periša Davor (NK Vatrogasac Husain), Podbrežnjak Tihomir (NK Naftaplin Stružec), Pongračić Valentino (NK Selište), Premužić Leo (NK Brinjani), Prpić Josip (NK Garić Ilova), Rajić Frano (NK Brinjani), Sabljov Marko (NK Strijelac Banova Jaruga), Sokolović Kruno (NK Matija Gubec Kutina), Sruk Saša (NK Strijelac Banova Jaruga), Starčević Krešimir (NK Ekonomik Donja Vlahinička), Šepetak Danijel (NK Jelengrad Gornja Jelenska), Tomac Martin (NK Jelengrad Gornja Jelenska), Tones Marko (NK Strijelac Banova Jaruga), Tonković Martin (NK Garić Ilova), Zajec Martin (ŠNK Sloga Potok), Zelenika Tomislav (NK Garić Ilova)